# Мбеки, Табо
Та́бо Мвуелва Мбе́ки (коса Thabo Mvuyelwa Mbeki; род. 18 июня 1942, Восточная Капская провинция, ЮАР) — южноафриканский политический и государственный деятель, президент Южно-Африканской Республики с 14 июня 1999 по 24 сентября 2008 года.

## Биография
Мбеки является сыном Гована Мбеки, видного деятеля Африканского национального конгресса и Коммунистической партии ЮАР, выходца из народа коса. В возрасте 14 лет вступил в Молодёжную лигу АНК. Покинул родную провинцию, переехал в Йоханнесбург и начал принимать активное участие в борьбе с апартеидом. Работал под руководством Уолтера Сисулу.
В 1959 году был исключён за организацию забастовки из Лавдейлского интерната в г. Элис.
Заочно учился в Лондонском университете.
После объявления АНК вне закона уехал из страны и поступил в Сассекский университет в Брайтоне (Великобритания), где получил степень магистра экономики.
Декабрь 1961 года — секретарь Африканской студенческой ассоциации.
С 1970 года учился в СССР, получил военное образование.
В последующем работал как функционер АНК в Замбии, Нигерии, Ботсване, Мозамбике и Свазиленде.
В 1990 году вернулся в ЮАР, покинул ряды коммунистической партии, однако оставил за собой пост руководителя международного отдела АНК.
В 1994—1999 годах — вице-президент ЮАР.
В 1997—2007 годах — председатель АНК.
С 14 июня 1999 года — Президент ЮАР. На этой должности заслужил неоднозначную репутацию, активно выступая с позиции отрицания вирусной природы СПИДа и увольняя несогласных с такой точкой зрения. Протеже Мбеки, министр здравоохранения Манто Чабалала-Мсиманг, открыто противодействовала распространению антиретровирусных лекарств, критиковала «западную медицину», считая, что государство должно поддерживать южноафриканскую медицину. Эта политика привела, по приблизительным подсчётам, к преждевременной смерти от 333 000 до 365 000 человек в ЮАР.
21 сентября 2008 года направил в парламент страны письмо с прошением об отставке. 22 сентября прошение было удовлетворено.

## Награды
- Почётный рыцарь Большого креста ордена Бани (Великобритания, 2001)
- Кавалер Большого Креста ордена «За заслуги перед Итальянской Республикой» декорированного большой лентой (Италия, 2002)[9]
- Кавалер ордена Святого Иоанна Иерусалимского (Великобритания), 2007)
- Кавалер Большого креста ордена Святого Михаила и Святого Георгия (Великобритания)
- Орден «Хосе Марти» (27 марта 2001, Куба)[10].